# 卡尔瓦托内
卡尔瓦托内（義大利語：Calvatone），是意大利克雷莫纳省的一个市镇。总面积13平方公里，人口1282人，人口密度98.6人/平方公里（2009年）。国家统计（ISTAT）代码为019009。